# Martín Abadía
Martín Abadía (Ejea de los Caballeros, Aragón, 14 de febrero de 1914 - Ejea de los Caballeros, 12 de mayo de 1997) fue un ciclista español que corrió entre 1939 y 1945. 
De su palmarés destaca un segundo lugar al Campeonato de España de ciclismo de montaña en ruta de 1940, un segundo lugar a la Subida a Arrate de 1942 y un sexto puesto a la clasificación final de la Vuelta en Cataluña de 1941